# ビートルジュース
『ビートルジュース』（Beetlejuice）は、ティム・バートン監督によるホラーコメディ映画。ビートルジュースという名前はベテルギウスの英語読みの発音にbeetle（カブトムシ）とjuice（ジュース）を当てはめたものである。アメリカでは1988年3月29日にプレミア上映されたのち、3月30日に公開され、週末興行成績で初登場から4週連続で1位になり、11週間トップ10内にとどまる大ヒットとなった。第61回（1988年度）アカデミー賞にてメイクアップ賞を受賞した。

## ストーリー
ニューイングランドののどかな田舎町に住むアダムとバーバラの夫婦は、車の運転中に事故で橋から自動車ごと転落しあえなく死んでしまう。2人は幽霊になったが、それをなかなか自覚できない。しかし家の外に出ると、サンドウォームのような怪物に襲われ、屋根裏部屋には「新しく死者になった者へのガイドブック」が置かれていたため、ようやく自覚した。
やがてその家に、ニューヨークから金儲けの機会を絶えず狙っているチャールズと、一人よがりの彫刻を作っている妻デリア、前妻との娘で妙に冷めているリディアの一家が越して来た。アダムらは彼らを追い出そうと脅かすが、一家には彼らの姿は見えないらしく、まるで効果がない。ハンドブックを頼りに、後世社会(アフター・ライフ)のケースワーカー・ジュノに相談すると、「ビートルジュースにだけは頼んではいけない」と忠告を受ける。ビートルジュースは正式にはベテルギウスといい、人間を追い出すバイオ・エクソシストの仕事をしている人物のことで、効果はないどころかトラブルが起きるだけだという。一方、一家のひとり娘である孤独なリディアは2人の幽霊の存在に気付き、彼らは仲良くなる。
ある日、チャールズが友人を呼んでパーティを開いたことを機に、アダムらは脅かそうと試みる。その場にいたリディア以外の人物にバナナ・ボートを踊らせてみたが、彼らは驚くどころかチャールズは幽霊博物館を作って金儲けをしようと計画する。仕方なくアダムとバーバラはビートルジュースを呼び出したが、口八丁手八丁でスケベな彼は大騒動を巻き起こす。

## キャスト
| 役名                   | 俳優                                              | 日本語吹替                                                     | 日本語吹替 |
| 役名                   | 俳優                                              | ソフト版                                                       | 機内上映版 |
| ---------------------- | ------------------------------------------------- | -------------------------------------------------------------- | ---------- |
| ビートルジュース       | マイケル・キートン                                | 西川のりお                                                     | 樋浦勉     |
| アダム・メイトランド   | アレック・ボールドウィン                          | 安原義人                                                       | 大塚芳忠   |
| バーバラ・メイトランド | ジーナ・デイヴィス                                | あべ静江                                                       | 高島雅羅   |
| チャールズ・ディーツ   | ジェフリー・ジョーンズ                            | 佐古雅誉                                                       | 小林修     |
| デリア・ディーツ       | キャサリン・オハラ                                | 藤田淑子                                                       | 沢田敏子   |
| リディア・ディーツ     | ウィノナ・ライダー                                | 勝生真沙子                                                     | 深実りか   |
| ジュノ                 | シルヴィア・シドニー                              | 京田尚子                                                       | 沼波輝枝   |
| オーソ                 | グレン・シャディックス                            | 石丸博也                                                       | 玄田哲章   |
| マクシー・ディーン     | ロバート・グーレ                                  | 曽我部和恭                                                     | 大木民夫   |
| ビル                   | ヒューゴ・スタンダー                              |                                                                | 上田敏也   |
| ジェーン               | アニー・マッケンロー                              |                                                                | 一城みゆ希 |
| グレース               | スーザン・ケラーマン                              |                                                                | 横尾まり   |
| バーナード             | ディック・キャベット                              |                                                                | 石井敏郎   |
| リトル・ジェーン       | レイチェル・ミッテルマン                          |                                                                | 速見圭     |
| 配達人                 | カーメン・フィルピ                                |                                                                | 島香裕     |
| 伝道師                 | トニー・コックス（演） ジャック・エンジェル（声） |                                                                |            |
| その他                 | N/A                                               | 太田淑子 杉村理加 沖恂一郎 仁内建之 林一夫 丸山真奈実 山崎哲也 | N/A        |
| 日本語版制作スタッフ   |                                                   |                                                                |            |
| 演出                   | 演出                                              | 海老原保明                                                     | 蕨南勝之   |
| 翻訳                   | 翻訳                                              | 川本燁子                                                       | 島伸三     |
| 録音                   | 録音                                              | 上村利秋                                                       |            |
| プロデューサー         | プロデューサー                                    | 小川政弘                                                       |            |
| 監修                   | 監修                                              | 所ジョージ                                                     |            |
| 制作                   | 制作                                              | ワーナー・ホーム・ビデオ テアトル・エコー                      | 東北新社   |

## 製作
1985年公開の映画『ピーウィーの大冒険』を成功させたティム・バートンのもとには多数の脚本が送られてくるようになったが、そのほとんどはバートンを失望させるような想像力に欠けたものだった。そのような状況の中で、バートンはマイケル・マクダウェルが書き上げた『ビートルジュース』の脚本に出会う。マクダウェルの脚本に感銘を受けたバートンは『ビートルジュース』の監督を引き受け、この映画を大ヒットへと導いた。

## 配役
キャスティングにおいて、当初リディアの母親役には『アダムス・ファミリー』のモーティシア役で知られるアンジェリカ・ヒューストンが演じる予定だったが、病気のためにキャサリン・オハラが同役を演じた。尚、オハラは同作品の美術を担当したボー・ウェルチと出会い結婚した。
リディア役には数々の若手女優が候補に挙がり、ジェニファー・コネリー、サラ・ジェシカ・パーカー、ジュリエット・ルイス、ブルック・シールズ、ダイアン・レインらがいた。

## 評価
レビュー・アグリゲーターのRotten Tomatoesでは62件のレビューで支持率は85%、平均点は7.20/10となった。Metacriticでは19件のレビューを基に加重平均値が71/100となった。

## アニメ（カートゥーン）版
実写映画を元に製作されたアニメーション版『ビートルジュース』は映画公開の翌年（1989年 - 1991年）に、テレビシリーズとしてアメリカ・カナダの合作でアニメ化された。全4シーズン、109話。アメリカ合衆国では第3ジーズンまでABC放送で放送。第4シーズンはフォックス放送内のFox Kidsにて放送された。
また、他国ではカートゥーン ネットワークなどでも放送されたりもした。
なお、日本では「ビートルジュース20周年記念 特別版」のDVD-VideoとBlu-ray Discの特典として一部だけ見る事ができる。
- 名探偵ビートルジュース（12分）
- クローゼットの中のガイコツたち（12分）
- 恐怖のブティック（12分）

### 声の出演
- ビートルジュース - スティーブン・ウィメッテ
- リディア - アリソン・コート
- デリア - エリザベス・ハンナ

## テーマパーク

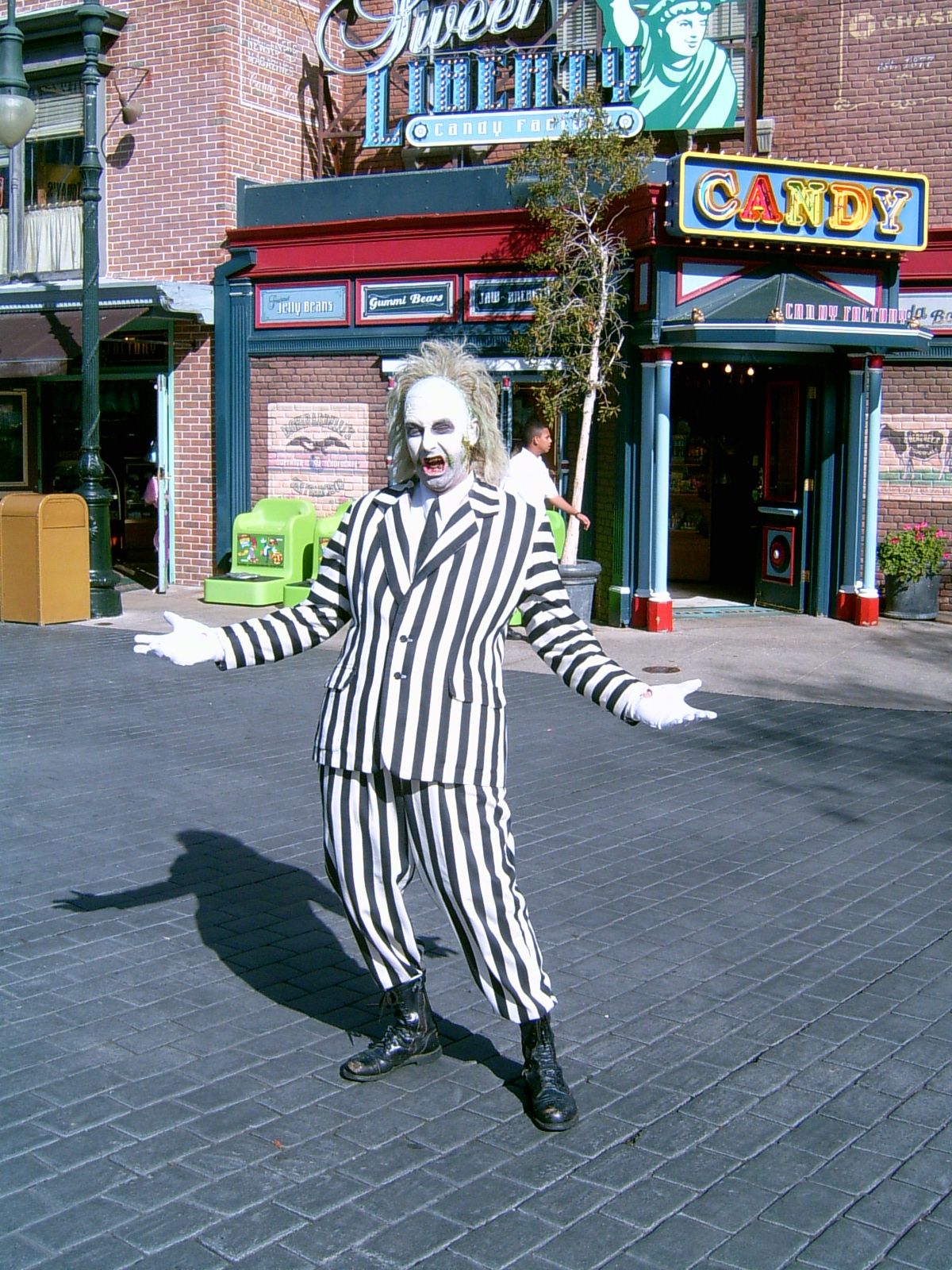
ユニバーサル・スタジオ・ハリウッドにて

ユニバーサル・スタジオ・ジャパンにて上演されているアトラクション、『ユニバーサル・モンスター・ライブ・ロックンロール・ショー』およびユニバーサル・スタジオ・フロリダとで上演されていたショー（Beetlejuice's Rock and Roll Graveyard Revue）の司会進行を務めている。ユニバーサル・スタジオ・フロリダにおけるショーのビートルジュースはウォーリー・ウィンガートが1994年から1997年まで演じた。
ショー内容は映画のシナリオとはさほど関係が無く、特に日本版のビートルジュースの挙動は映画のキャラクターとはやや離れているため、USJ版を先に見慣れている人が映画版を見るとやや違和感を覚えることもある。映画版の原型を垣間見ることが出来るのはショー冒頭で客に自分の名前を三回呼ばせるところなどである。ちなみに、映画自体はワーナー映画製作のため、USJのガイドマップなどの著作権クレジットにはその旨が書いてある。
フロリダの内容は長らく日本のそれのほぼ逆輸入の内容だったが、2006年に再び変更があり、日本とはまた違った内容になっている。
かつてはフロリダ、ハリウッドのアッパー・ロットにも存在したが、ハリウッドでは1999年に、フロリダでは2016年に閉鎖された。陽気な墓場のDJというキャラクターが人気を博し日本ではパークのほかのキャラクターと共にUSJスペシャルショーにも出演。

## 舞台
2016年、アレックス・ティンバーズの演出、ワーナー・ブラザースのプロデュース、エディ・パーフェクト作詞作曲、スコット・ブラウンおよびアンソニー・キング脚本によるブロードウェイ・ミュージカル版の制作が開始した。クリストファー・フィッツジェラルドが主演で読み合わせが行なわれ、その後クリス・ククルが音楽監督、コナー・ギャラガーが振付となった.。2018年10月14日から11月18日の期間限定でワシントンD.C.のナショナル・シアターにてブロードウェイを見据えた試験興行が行なわれ、アレックス・ブライトマンがタイトル・ロールのビートルジュース役を演じた。
2019年12月、ウィンター・ガーデンでの公演がヒュー・ジャックマンとサットン・フォスター主演の『ザ・ミュージックマン』再演のために2020年6月6日に閉幕することが発表された。別の劇場を模索していたが、2020年3月、コロナウィルスの世界的蔓延によりブロードウェイ全公演が上演中止となった。その後、北米ツアー公演を含み世界中で上演されることとなった。2022年4月8日、マーキー・シアターにてブロードウェイ公演が再開した。

## 続編
2023年に続編が制作され、2024年9月6日にアメリカで公開予定。マイケル・キートンやウィノナ・ライダー、キャサリン・オハラが前作に引き続いて出演する。